# مسجد عزیزیه
مسجد عزیزیه (به ترکی استانبولی: Aziziye Camii) یک مسجد در منطقه استوک نوینگتون لندن، پایتخت بریتانیا که در اختیار ترک‌های بریتانیا است و توسط انجمن اسلامی ترک‌های بریتانیا اداره می‌شود، که در سال ۱۹۸۳ بنیان‌گذاری شده‌است. علاوه بر ترک‌ها، این مسجد در ارائه خدمت به سایر مسلمانان بریتانیا نیز فعال است. گنجایش مسجد ۲۰۰۰ نفر و به سبک معماری عثمانی بنا شده‌است.